# Little Kelk
Little Kelk är en by i civil parish Kelk, i distriktet East Riding of Yorkshire, i grevskapet East Riding of Yorkshire, i England. Byn är belägen 8 km från Driffield. Little Kelk var en civil parish från 1858 till 1935 då den blev en del av Kelk. Civil parish hade 51 invånare år 1931. Byar nämndes i Domedagsboken (Domesday Book) år 1086, och kallades då Alia Chelch/Chelche.